# Mayéyé
Mayéyé es una localidad de la República del Congo, constituida administrativamente como un distrito del departamento de Lékoumou en el sur del país.
En 2011, el distrito tenía una población de 13 649 habitantes, de los cuales 6543 eran hombres y 7106 eran mujeres.
La localidad se ubica unos 30 km al este de la capital departamental Sibiti junto al límite con el departamento de Bouenza, al norte de la carretera P8 que lleva a Mouyondzi. El río Bouenza, que da nombre al departamento vecino, fluye a las afueras de la localidad. La localidad tiene una altitud de 453 m s. n. m.